# یواس‌اس (ال‌اس‌وی-۱)
یواس‌اس (ال‌اس‌وی-۱) (به انگلیسی: USS Catskill (LSV-1)) یک کشتی است که طول آن ۴۵۵ فوت ۵ اینچ (۱۳۸٫۸۱ متر) می‌باشد. این کشتی در سال ۱۹۴۲ ساخته شد.